# Johann Jakob Wolleb der Ältere
Johann Jakob Wolleb der Ältere (* 26. Januar 1613 in Basel; † 30. Oktober 1667) war ein Schweizer Organist, Theologe und Komponist.

## Leben und Wirken
Johann Jakob  Wolleb wuchs als Sohn des Basler Münsterpfarrers Johannes Wolleb in seiner Heimatstadt auf und studierte Theologie in Basel und Genf. Nach der Ordination 1633 war er zunächst Pfarrhelfer an der Peterskirche, bevor er 1638 bis zu seinem Tod an die Elisabethenkirche wechselte.
Von 1637 bis 1641 lehrte er Rhetorik an der Universität Basel. 1642 wurde er zum Organisten am Basler Münster ernannt und damit zum Nachfolger des zwei Jahre zuvor verstorbenen Samuel Mareschall; dieses Amt hatte er mit Ausnahme einer zweijährigen Vertretung durch Sebastian Komber bis zu seinem Tod inne. Als Münsterorganist entwickelte Wolleb sowohl das Gesangbuch wie auch das Musiktheorie-Lehrbuch seines Vorgängers mit eigenen Liedsätzen und Bearbeitungen weiter.
Wolleb verstarb wie sein Bruder an der letzten Pestepidemie, die 1667 und 1668 in Basel aufgetreten war; bereits sein Vater war 1629 während einer Pestepidemie verstorben. Seine Söhne Johannes Wolleb (Arzt und Medizinprofessor, gestorben 1675) und Johann Jakob Wolleb der Jüngere (ab 1677) waren ebenfalls als Münsterorganisten tätig.